# (72432) Kimrobinson
(72432) Kimrobinson est un astéroïde de la ceinture principale.

## Description
(72432) Kimrobinson est un astéroïde de la ceinture principale. Il fut découvert le 14 février 2001 à Carbuncle Hill par Donald P. Pray. Il présente une orbite caractérisée par un demi-grand axe de 2,61 UA, une excentricité de 0,15 et une inclinaison de 5,5° par rapport à l'écliptique.
Il est nommé d'après l'écrivain américain Kim Stanley Robinson.

## Compléments